# Державна інспекція ядерного регулювання України
Державна інспекція ядерного регулювання України (Держатомрегулювання) — центральний орган виконавчої влади, діяльність якого спрямовується і координується Кабінетом Міністрів України та який забезпечує формування та реалізує державну політику у сфері безпеки використання ядерної енергії.
Місією Держатомрегулювання є державне регулювання ядерної та радіаційної безпеки в Україні відповідно до національного законодавства та міжнародних зобов’язань, що ґрунтується на принципах: незалежності, неупередженості, компетентності, відповідальності, об’єктивності та відкритості, забезпечення дотримання вимог ядерної захищеності та гарантій нерозповсюдження ядерної зброї.
Основними завданнями Держатомрегулювання є:
- Формування та реалізація державної політики у сфері безпеки використання ядерної енергії.
- Державне регулювання безпеки використання ядерної енергії.
- Здійснення повноважень компетентного органу з фізичного захисту ядерного матеріалу та ядерних установок відповідно до Конвенції про фізичний захист ядерного матеріалу та ядерних установок; з питань безпечного перевезення радіоактивних матеріалів відповідно до правил ядерної та радіаційної безпеки при перевезенні радіоактивних матеріалів; з питань аварійного оповіщення та інформування згідно з Конвенцією про оперативне оповіщення про ядерні аварії, виконання Угоди між Україною та МАГАТЕ про застосування гарантій.
Державне регулювання безпеки використання ядерної енергії передбачає:
законодавчу ініціативу та нормування ‒ встановлення нормативних критеріїв і вимог, що визначають безпечні умови використання ядерної енергії;
дозвільну діяльність ‒ видачу документів дозвільного характеру на здійснення діяльності у сфері використання ядерної енергії;
державний нагляд ‒ здійснення державного нагляду за дотриманням законодавства, умов документів дозвільного характеру, норм та правил з ядерної та радіаційної безпеки, вимог фізичного захисту, застосування санкцій.

## Стратегія Держатомрегулювання
Здійснювати державне регулювання ядерної та радіаційної безпеки за міжнародними стандартами та достатньою кількістю компетентного персоналу, мотивувати персонал на професійне виконання своїх обов’язків та постійну прихильність до безпеки, сприяти професійному розвитку працівників.
Створювати атмосферу довіри, за якої усі підконтрольні суб’єкти мають можливість відкритого обміну інформацією про ризики радіаційної небезпеки та дії, що призвели або можуть призвести до радіаційних аварій.
Керуватися принципом «нульової толерантності» до будь-яких проявів корупції і вживати всіх передбачених законодавством заходів щодо запобігання, виявлення та протидії корупції.
Зміцнювати інфраструктуру державного регулювання, перейти на сучасні методи та інструменти державного регулювання, інформаційні технології, сучасні моделі проведення експертиз, перевірок та оцінок безпеки.
Формувати позитивний імідж органу державного регулювання у сфері безпеки використання ядерної енергії.
Популяризувати державне регулювання у сфері безпеки використання ядерної енергії через офіційні вебпортали європейських партнерів та соціальні мережі.
Покращувати взаємодію та використання волонтерського ресурсу громадськості.

## Історія створення
Необхідність регулювання безпеки використання ядерної енергії в колишньому СРСР виникла набагато раніше початку будівництва перших атомних електростанцій.
Перша в колишньому СРСР служба контролю з радіаційної безпеки була створена у 1946 році в Лабораторії № 2 (у цей час – РНЦ «Курчатовський інститут»).
У 1958 році у Фізико-енергетичному інституті (місто Обнінськ) була створена галузева науково-дослідницька лабораторія Міністерства середнього машинобудування СРСР, яка була оснащена необхідними стендами для проведення дослідів із визначення умов забезпечення ядерної безпеки під час роботи з критичними масами урану.
Надалі, у зв’язку із будівництвом Обнінської, Бєлоярської і Нововоронезької атомних електростанцій, проблемам ядерної та радіаційної безпеки почали приділяти більше уваги, тому постало питання щодо організації нагляду за виконанням вимог безпеки на усіх етапах створення та експлуатації ядерних реакторів. У зв’язку з цим, у 1963 році нагляд за безпекою експлуатації атомних електростанцій був переданий в Центральні інспекції котлонагляду і газового нагляду Міністерства середнього машинобудування СРСР, а також у Третє Головне управління при Міністерстві охорони здоров’я СРСР та у Фізико-енергетичний інститут.
Постановою Ради Міністрів СРСР від 22 жовтня 1970 року був утворений державний нагляд за забезпеченням технічної та ядерної безпеки під час спорудження і експлуатації атомних електростанцій, випробувальних та дослідницьких ядерних реакторів та установок.
Згідно з цією постановою функції з державного нагляду за забезпеченням технічної безпеки під час спорудження і експлуатації атомних електростанцій були покладені на Держгіртехнагляд СРСР, а з ядерної безпеки – на Міністерство середнього машинобудування СРСР, у складі якого в 1972 році була створена Державна інспекція з ядерної безпеки.
Постановою Ради Міністрів СРСР від 19 липня 1983 року був утворений Державний комітет СРСР з нагляду за безпечним веденням робіт в атомній енергетиці (Держатоменергонагляд СРСР), на який були покладені функції із здійснення систематичного та дієвого державного нагляду за безпечним веденням робіт в атомній енергетиці.
Наказом Голови Держатоменергонагляду СРСР від 02 липня 1984 року № 41 «Про організацію регіональних органів» була утворена низка регіональних структур серед яких Південно-західний округ Держатоменергонагляду СРСР (місто Київ, бульвар Верховної ради 3).
Відповідно до рішення Ради Міністрів СРСР від 07 квітня 1990 року № 335 Держатоменергонагляд СРСР і Держгіртехнагляд СРСР були перетворені у Держпроматомнагляд СРСР, внаслідок чого Південно-західний округ Держатоменергонагляду СРСР був переданий у підпорядкування до Держпроматомнагляду СРСР (наказ Держпроматомнагляду СРСР від 19 квітня 1990 року № 29). Водночас таке поєднання було визнане невдалим і проіснувало лише до 10 вересня 1990 року.
16 липня 1990 року – прийняття Верховною Радою УСРС Декларації про державний суверенітет України.
24 травня 1991 року відповідно до абзацу п’ятого пункту 7 постанови Кабінету Міністрів Української РСР № 12 «Про порядок реалізації Закону УРСР «Про перелік міністерств та інші центральні органи державного управління Української РСР» [Архівовано 24 жовтня 2020 у Wayback Machine.] був створений Державний комітет УРСР по нагляду за безпечним веденням робіт в атомній енергетиці.
03 лютого 1992 року відповідно до пункту 1 постанови Кабінету Міністрів України № 52 «Про створення Державного комітету України з ядерної та радіаційної безпеки» [Архівовано 26 жовтня 2020 у Wayback Machine.], Державний комітет УРСР по нагляду за безпечним веденням робіт в атомній енергетиці був перетворений у Державний комітет України з ядерної та радіаційної безпеки (Держатомнагляд України).
15 грудня 1994 року відповідно до пункту 1 Указу Президента України № 768/94 [Архівовано 26 жовтня 2020 у Wayback Machine.] на базі Міністерства охорони навколишнього природного середовища України та Державного комітету України з ядерної та радіаційної безпеки створено Міністерство охорони навколишнього природного середовища та ядерної безпеки України (втрата органом державного регулювання ядерної та радіаційної безпеки незалежного статусу).
13 березня 1999 року відповідно до абзацу п’ятого підпункту а) пункту 1 Указу Президента України № 250/99 [Архівовано 26 жовтня 2020 у Wayback Machine.] створена Державна адміністрація ядерного регулювання України, яка була підпорядкована Міністерству охорони навколишнього природного середовища та ядерної безпеки України.
15 грудня 1999 року відповідно до абзацу другого підпункту а) пункту 1 Указу Президента України № 1573/99 [Архівовано 26 жовтня 2020 у Wayback Machine.] утворено Міністерство екології та природних ресурсів України на базі Міністерства охорони навколишнього природного середовища та ядерної безпеки України, Комітету України з питань геології та використання надр, Комітету України з питань гідрометеорології, Державної адміністрації ядерного регулювання України, Головного управління геодезії, картографії та кадастру та Державної комісії у справах випробувань і реєстрації засобів захисту та регуляторів росту рослин і добрив, що ліквідуються.
05 грудня 2000 року відповідно до пункту 1 Указу Президента України № 1303/2000 [Архівовано 23 жовтня 2020 у Wayback Machine.] утворений Державний комітет ядерного регулювання України (відновлення незалежного статусу органу державного регулювання ядерної та радіаційної безпеки).
09 грудня 2010 року відповідно до пункту 3 Указу Президента України № 1085/2010 [Архівовано 11 травня 2019 у Wayback Machine.] Державний комітет ядерного регулювання України перейменований у Державну інспекцію ядерного регулювання України.
20 жовтня 2019 року відповідно до пункту 6 розділу ІІІ постанови Кабінету Міністрів України № 879 [Архівовано 29 жовтня 2019 у Wayback Machine.] спрямування і координація діяльності Держатомрегулювання покладено на Міністра енергетики та захисту довкілля (втрата органом державного регулювання ядерної та радіаційної безпеки незалежного статусу)
23 жовтня 2019 року постановою Кабінету Міністрів України № 924 [Архівовано 24 жовтня 2020 у Wayback Machine.] внесено зміни до розділу ІІІ схеми спрямування і координації діяльності центральних органів виконавчої влади, затвердженою постановою Кабінету Міністрів України від 20 жовтня 2019 № 879 [Архівовано 29 жовтня 2019 у Wayback Machine.], згідно з якими спрямування і координація діяльності Держатомрегулювання здійснюється Прем’єр-міністром України (відновлення незалежного статусу органу державного регулювання ядерної та радіаційної безпеки).